# Tour du Pays basque 1998
La 38e édition du Tour du Pays basque a eu lieu du 6 au 10 avril 1998. La victoire finale est revenue à l'Espagnol Íñigo Cuesta.

## Les étapes
| Étape        | Date     | Villes étapes             | Distance (km) | Vainqueur d'étape | Leader du classement général |
| 1re étape    | 6 avril  | Fontarrabie - Fontarrabie | 116           | Laurent Jalabert  | Laurent Jalabert             |
| 2e étape     | 7 avril  | Fontarrabie - Balmaseda   | 239           | Bo Hamburger      | Laurent Jalabert             |
| 3e étape     | 8 avril  | Balmaseda - Viana         | 212           | Pascal Hervé      | Íñigo Cuesta                 |
| 4e étape     | 9 avril  | Viana - Vitoria           | 197           | Alberto Elli      | Íñigo Cuesta                 |
| 5e étape (a) | 10 avril | Vitoria - Hernani         | 108           | Jens Voigt        | Íñigo Cuesta                 |
| 5e étape (b) | 10 avril | Hernani - Hernani         | 25 (clm)      | Laurent Jalabert  | Íñigo Cuesta                 |

## Classement final
| Cycliste             | Pays     | Équipe |    | Temps            |
| -------------------- | -------- | ------ | -- | ---------------- |
| 1. Íñigo Cuesta      | Espagne  |        | en | 23 h 37 min 47 s |
| 2. Laurent Jalabert  | France   |        | à  | 3 s              |
| 3. Alex Zülle        | Suisse   |        |    | 1 min 36 s       |
| 4. Michael Boogerd   | Pays-Bas |        |    | 1 min 49 s       |
| 5. Aitor Garmendia   | Espagne  |        |    | 1 min 50 s       |
| 6. Rodolfo Massi     | Italie   |        |    | 2 min 27 s       |
| 7. Mikel Zarrabeitia | Espagne  |        |    | 2 min 29 s       |
| 8. Paolo Savoldelli  | Italie   |        |    | 2 min 31 s       |
| 9. Beat Zberg        | Suisse   |        |    | 2 min 37 s       |
| 10. Wladimir Belli   | Italie   |        |    | 2 min 42 s       |